# Hygrophorus pseudococcineus
Hygrophorus pseudococcineus är en svampart som beskrevs av Hongo 1955. Hygrophorus pseudococcineus ingår i släktet Hygrophorus och familjen Hygrophoraceae.   Inga underarter finns listade i Catalogue of Life.